# Ian Ironside
Ian Ironside (sinh ngày 8 tháng 3 năm 1964) là một thủ môn bóng đá người Anh, thi đấu hầu hết sự nghiệp tại Scarborough nhưng từ khi giải nghệ ông trở lại Sheffield để làm việc.
Con trai ông Joe Ironside là tiền đạo thi đấu cho Cambridge United.